# Mariano (poeta novello)
Mariano (I secolo – II secolo) è stato un poeta romano.

## Biografia
Di Mariano non hanno assolutamente notizie biografiche, anche se si ritiene che sia vissuto in età adrianea per la consonanza dell'opera con la rinascita avutasi sotto Adriano dei culti romani arcaici.

## Lupercalia
Mariano fu esponente del movimento dei poetae novelli, così definiti per paragonarli ironicamente ai poeti neoterici come Catullo. La tradizione gli attribuisce la composizione di un'opera dal titolo Lupercalia, di cui resta solo un frammento:
Roma, Aesculapi filia,

Nomen nouum Latio facit,

Quod conditricis nomine

Ab ipso omnes Romam uocant.»
Il frammento pone Roma come fondatrice eponima dell'Urbe, mostrandola come figlia di Asclepio.